# Pepper Pike
Pepper Pike é uma cidade localizada no estado norte-americano do Ohio, no Condado de Cuyahoga.

## Demografia
Segundo o censo norte-americano de 2000, a sua população era de 6040 habitantes.
Em 2006, foi estimada uma população de 5738, um decréscimo de 302 (-5.0%).

## Geografia
De acordo com o United States Census Bureau tem uma área de 18,4 km², dos quais 18,4 km² cobertos por terra e 0,0 km² cobertos por água.

## Localidades na vizinhança
O diagrama seguinte representa as localidades num raio de 8 km ao redor de Pepper Pike.